# Vladimir Belyakov
Pour les articles homonymes, voir Belyakov.
Vladimir Timofeevich Belyakov (russe : Владимир Тимофеевич Беляков, né le 2 janvier 1918 à Dmitrov, dans l'oblast de Moscou, mort le 21 mai 1996 à Moscou) est un gymnaste soviétique.

## Palmarès

### Jeux olympiques
- Helsinki 1952
  -  médaille d'or par équipes